# ظهران الجنوب

نمای شهر وکوچک ضهران الجنوب

ظهران الجنوب (به عربی: ظهران الجنوب) یک منطقهٔ مسکونی در عربستان سعودی است که در استان عسیر واقع شده‌است.